# Carl-Henrich Hagberg
Carl-Henrich Bildstein Hagberg, född 20 juni 1917 i Kristianstads församling i Kristianstads län, död 10 mars 1983 i Oscars församling i Stockholm, var en svensk militär.

## Biografi
Hagberg avlade studentexamen i Kristianstad 1935. Han avlade officersexamen vid Krigsskolan 1938 och utnämndes samma år till fänrik vid Norrbottens artillerikår, där han befordrades till löjtnant 1940. Han gick Allmänna artillerikursen vid Artilleri- och ingenjörhögskolan 1940–1941 och Högre artillerikursen där 1943–1945, befordrades till kapten i fortifikationen 1946 och tjänstgjorde vid Norrlands artilleriregemente 1954–1956. Åren 1956–1968 tjänstgjorde han vid Armétygförvaltningen (1964 namnändrad till Arméförvaltningen): som chef för Pjässektionen i 1. vapenbyrån i Vapenavdelningen 1956–1960, som chef för Artilleriammunitionssektionen i 2. vapenbyrån i Vapenavdelningen 1960–1962, som chef för Robotkontoret i Vapenavdelningen 1962–1964, som chef för Provskjutningscentralen i Vapenavdelningen 1964–1965, som chef för Centralplaneringen 1965–1966 och som chef för Fordonsavdelningen 1966–1968. Han befordrades till major i fortifikationen 1956, till överstelöjtnant i Fälttygkåren 1962 och till överste i Fälttygkåren 1964. Hagberg var 1968–1978 chef för Fordonsavdelningen i Huvudavdelningen för armémateriel i Försvarets materielverk, befordrad till överste av första graden 1972.

## Utmärkelser
- Riddare av Svärdsorden, 1957.[19]
- Kommendör av Svärdsorden, 6 juni 1967.[20]
- Kommendör av första klass av Svärdsorden, 6 juni 1970.[21]